# Дифенил (2-этилгексил) фосфат
Дифенил (2-этилгексил) фосфат C20H27O4P — органофосфат, сложный эфир ортофосфорной кислоты.

## Применение
Нашёл применение как пластификатор алкиларильного типа и органофосфатный антипирен для ПВХ и прочих виниловых сополимеров в упаковочных материалах пищевой промышленности.
Как сложноэфирный фосфатный пластификатор, производится в промышленном масштабе.
Также используется как компонент гидравлических жидкостей в крупных самолётах.

## Физические и химические свойства
Почти бесцветная вязкая жидкость. В воде нерастворима, хорошо растворяется в органических растворителях.
Температура растворения ПВХ в данном пластификаторе: 88..92 °C, степень совместимости с ПВХ очень высокая.

## Действие на животных

### Токсичность
Информации об исследованиях токсического воздействия на людей нет.
LD50 на кроликах и крысах при пероральном введении и кожном контакте имеют дозы свыше 2000 мг/кг, что указывает на довольно низкий уровень токсичности вещества. Однако, при ингаляционном воздействии на крыс LD50 составил порядка 4 мг/л, что ставит вопрос о классификации данного вещества.
Продукты термического разложения дифенил (2-этилгексил) фосфата содержат токсичные оксиды фосфора.

### Раздражение
Согласно опубликованным в 1968 году данным по экспериментам на добровольцах, вещество вызывает раздражение кожи у человека.
Испытание проводилось методом Шелански. Из 200 подопытных у 30 появилось кумулятивное раздражение кожи. Из них у 18 обнаружена едва заметная эритема, а у 12 человек — явная эритема.

### Эндокринное воздействие
Органофосфатные антипирены появились в качестве альтернативы бромированным антипиренам, однако исследования показывают, что многие органофосфатные антипирены оказывают большее воздействие на эндокринную систему человека, в частности на клетки Лейдига, чем запрещённые во многих странах бромированные антипирены, и дифенил (2-этилгексил) фосфат в их числе.